# Travelling

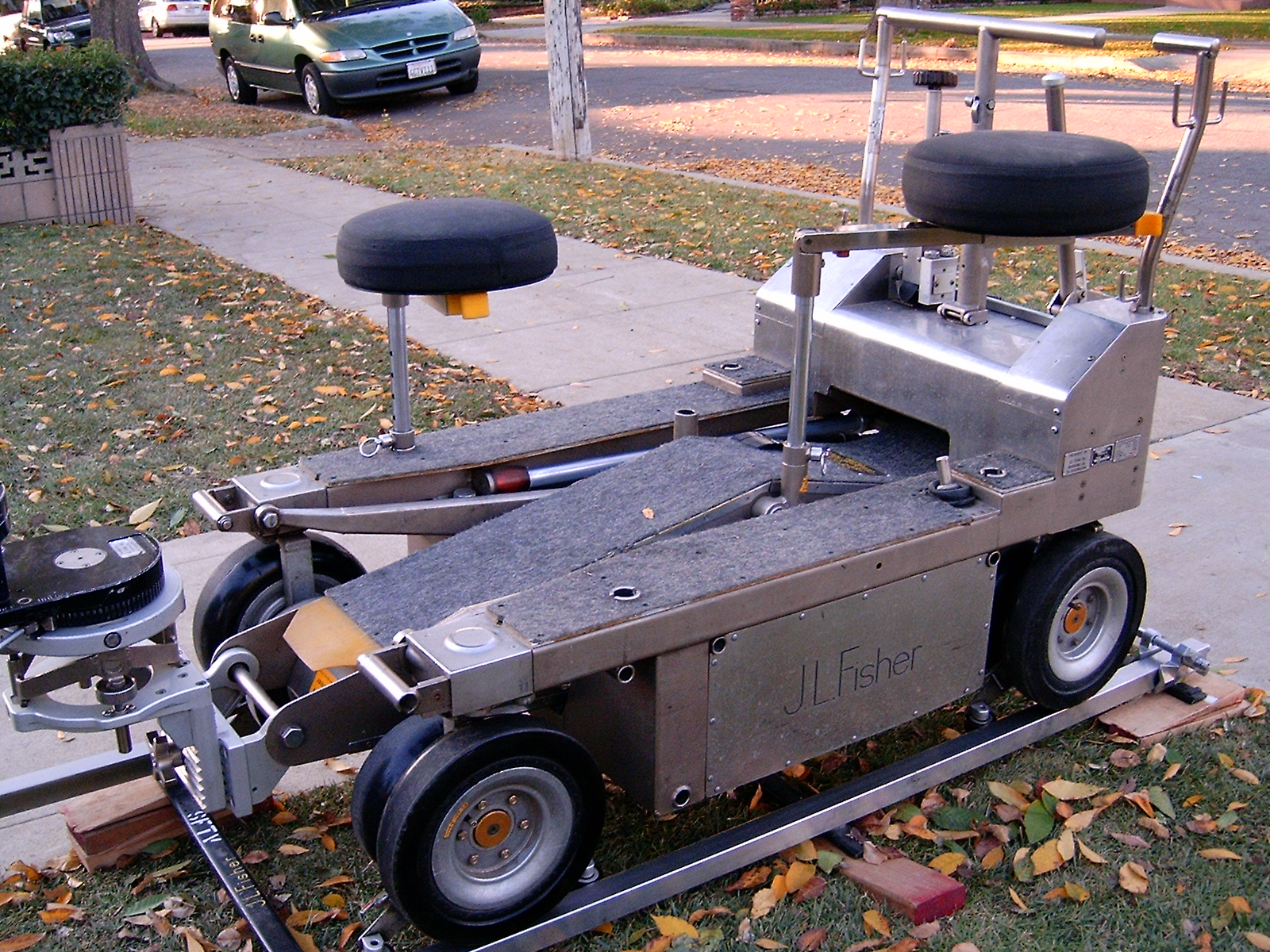
Dolly misto da J.L. Fisher, que pode se deslocar sobre trilhos ou diretamente no chão.

Travelling, na terminologia de cinema e audiovisual, é todo movimento de câmara em que esta realmente se desloca no espaço - em oposição aos movimentos de panorâmica, nos quais a câmara apenas gira sobre o seu próprio eixo, sem se deslocar.  O termo travelling também pode ser usado para se referir ao tipo de equipamento utilizado para obter tais movimentos. 
Na maioria das situações, o travelling é obtido movimentando-se a câmara com o auxílio de um carrinho sobre trilhos, o que permite um deslocamento mais suave em qualquer tipo de terreno. Este tipo de equipamento (carrinho + trilhos) também é chamado de travelling. Sendo o piso mais regular, pode-se usar um carrinho com pneus, em geral chamado de dolly, que tem a vantagem de poder deslocar-se em qualquer direção e não apenas no sentido dos trilhos.
Deslocamentos de câmara feitos com câmara na mão também são considerados travellings, assim como movimentos utilizando gruas ou estabilizadores de câmara como o Steadicam - desde que, durante o plano, a câmara realmente se desloque no espaço, e não apenas gire sobre o seu eixo horizontal ou vertical (o que caracterizaria uma panorâmica). 

## Tipos de deslocamento

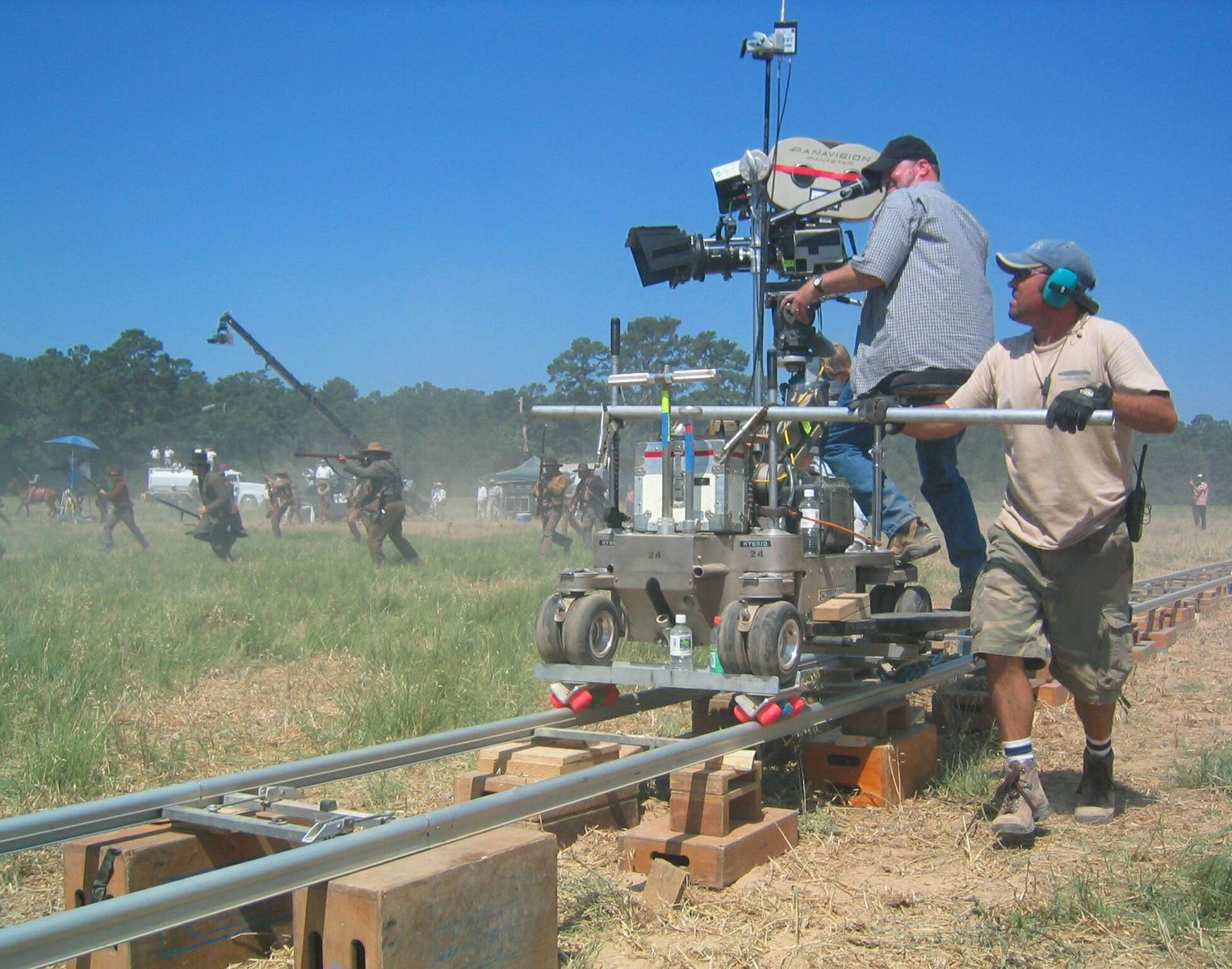
Travelling lateral sobre trilhos, no filme "Alamo" (2004).

Como a câmara pode se deslocar nas três dimensões do espaço, pode-se dizer que há três tipos de travelling, conforme o eixo em que o deslocamento se dá. Um travelling lateral (para a esquerda ou para a direita) é aquele em que a câmara se desloca paralelamente ao objeto principal do plano. Num travelling frontal (de avanço ou de recuo), o deslocamento da câmara é perpendicular ao objeto. Travellings verticais (ou movimentos de grua) são aqueles em que a câmara se desloca para cima ou para baixo, em geral com o auxílio de um equipamento específico chamado de grua.
Evidentemente, existem várias possibilidades de combinação destes movimentos básicos, como travelings diagonais (lateral + frontal), gruas de avanço ou de recuo, etc. Um caso particular é o travelling de contorno, que combina um traveling lateral com uma panorâmica em sentido contrário, e que resulta em um movimento semicircular em torno de um personagem ou objeto.

## Objetivos do travelling
Assim como a panorâmica, o travelling pode ser descritivo, quando a câmara se desloca para descrever um ambiente; de acompanhamento, quando segue o movimento de um personagem, veículo ou objeto (lateralmente, à frente ou por trás); ou geográfico, quando estabelece a relação espacial entre dois personagens ou objetos. Mas um travelling pode ser ainda de aproximação, de afastamento ou de contorno, objetivos que não podem ser atingidos por um movimento de panorâmica. 